# تغري أونو
تغري أونو (ولد في 4 أبريل 1981) هو مصارع محترف مكسيكي. أشتهر بوقته مع اتحاد إمباكت ريسلينغ ، حيث حاز على حزام X Division لمرة واحدة. كما اشتهر خارج الولايات المتحدة في اتحاد لوتشا ليبري تربل إيه ورلد وايد) ، حيث حصل مرتين على حزام بطولة وزن المتوسط AAA و بطولة الفرق Tag Team وفائز ببطولة ري ديل ريسي لعام 2011 تحت مُسمى النمر المُتطرف إكستريمي تايجر Extreme Tiger.

## مهنة المصارعة المحترفة

### الوظيفة المبكرة
بعد التدريب تحت قيادة ري ميستريو ، ظهر النمر لأول مرة في أواخر عام 1998 عن عمر يناهز 17 عامًا فقط. على مدار السنوات ، صارع دور Tyger Mask ، وهو تقليد لشخصية النمر المقنع اليابانية قبل أن يستقر على اسم النمر المتطرف. اكتسب سمعة سيئة لأول مرة كجزء من رابطة المصارعة العالمية (WWA) في تيخوانا ، باها كاليفورنيا ، والتي أصبحت «موطنه الأصلي». كما بدأ العمل مع (DTU) و (NGX) ، حيث تبنى أسلوبًا أكثر صرامة في المصارعة يتضمن استخدام الأسلحة والطاولات والكراسي والسلالم في المباريات.
شارك في البطولات العالمية للمصارعة :

### لوتشا ليبري تربل إيه ورلد وايد(2006–2012)
بدأ إكستريمي تايجر العمل من أجل الترقية في لوتشا ليبري تربل إيه ورلد وايد عام 2006 ، حيث عمل كـ رودو (رجل سيء) والذي ظهر في المباريات متوسطة البطاقة وبشكل عشوائي، أصبح بعدها فيس (رجل جيد) في عام 2007، وبعد فترة وجيزة من تحوله إلى فيس، فاز تايجر ببطولة Alas de Oro السنوية. في وقت لاحق من العام، عاد ليصبح رودو حيث بدأ التعاون مع هالووين و يوفنتود جويريرا باسم عائلة تيخوانا. في 27 أبريل 2008 ، فاز ببطولة لوتشا ليبري للفرق، وهو أول لقب له في لوتشا ليبري. حمل الفريق اللقب لما يقرب من خمسة أشهر، على الرغم من أن هالووين لم يصارع لجزء من ذلك الوقت ، قبل أن يخسر البطولة أمام فرقة La Hermandad 187 في 14 سبتمبر. بعد خسارة البطولة ، غادر هالووين AAA ، منتهيًا بذلك عائلة تيخوانا. شارك تايجر بعد ذلك في 2008 Alas de Oro ، لكنه لم يتمكن من الفوز بالبطولة للعام الثاني على التوالي حيث تم إقصاؤه من المركز الثاني إلى آخر منافس، ولم يتبق سوى جاك إيفانز والفائز لعام 2008 ايرو ستار.
في عام 2009 ، شارك إكستريمي تايجر في بطولة لتتويج أول بطل AAA للوزن المتوسط. فاز تايجر على كريزي بوي في الجولة الأولى من البطولة وجاك إيفانز في الدور نصف النهائي. كانت النهائيات عبارة عن مباراة ثلاثية التهديد ضمت أيضًا آلان ستون وأليكس كوسلوف، والتي فاز بها كوسلوف ليصبح أول بطل في بطولة للوزن المتوسط. بعد بضعة أسابيع ، في Triplemania XVII ، فاز تايجر بلقب الوزن المتوسط من كوسلوف في مباراة متعددة المنافسين تضمنت أيضًا آلان ستون و كريزي بوي. في 21 أغسطس 2009 ، في Verano de Escandalo ، خسر اللقب في مباراة الإقصاء عندما كان آخر رجل تم إقصاؤه من قبل كوسلوف بعد ضربة منخفضة. كما خسر اللقب في أول دفاع له عن البطولة. بعد العرض، تم طرد البطل أليكس كوسلوف من AAA وتم إخلاء اللقب. كان تايجر واحدًا من خمسة مشاركين تم اختيارهم للتنافس على اللقب الشاغر في Heroes Inmortales III. فاز تايجر بلقب للوزن المتوسط للمرة الثاني له بالفوز في مباراة سلم من 5 رجال ضد سوجي سان ، جاك إيفانز ، روكي روميرو وتيدي هارت. في الأشهر اللاحقة ، عاد كوسلوف إلى AAA كجزء من La Legión Extranjera واستمر في مواجهة تايجر، الذي تمكن من الاحتفاظ باللقب في جميع مبارياته. في 6 يونيو 2010 ، في Triplemania XVIII خسر بطولة الوزن المتوسط أمام جاك إيفانز في مباراة الإقصاء الرباعية ، والتي تضمنت أيضًا نوساوا والرجل الذي قضى عليه من المباراة ، كريستوفر دانيلز. كان القضاء على النمر نتيجة مباشرة لشخص جاء إلى الحلبة مرتديًا قناع تايجر، ثم كشف عن نفسه على أنه ريلامباغو. في 18 مارس 2011 ، هزم كستريمي تايجر كارليتو، ألميسياس ولوس أنجلوس بارك ليصبح ري دي رييس 2011 وكسب فرصة مضمونة في بطولة التربل ايه الميجا. بعد ثلاثة أيام فقط ، هزم إكستريم تايجر وجاك إيفانز لوس مانياكوس (الملك الفضي وألتيمو غلايادور) ليفوزوا ببطولة لوتشا ليبري للفرق. حقق تايجر و إيفانز أول دفاع ناجح لهما عن اللقب في 18 يونيو في Triplemanía XIX ، وهزموا فريق TNA من أبيس والسيد أندرسون في مباراة القفص الفولاذي. في 9 أكتوبر، خسر تايجر و إيفانز اللقب أمام أبيس وشيسمان في مباراة طاولات وسلالم وكراسي. في 5 أغسطس 2012 ، في Triplemanía XX ، اجتمع تايجر مع هالووين لليلة واحدة للمشاركة في مباراة قفص فولاذي، والتي تضم ثلاثة فرق أخرى سابقة. ومع ذلك ، تمكن كل من تايجر وهالووين من الهروب من القفص وتجنب الاضطرار إلى مواجهة بعضهما البعض في مباراة قناع مقابل الشعر. في نوفمبر التالي ، ترك تايجر لوتشا ليبري AAA.
مجموع المصارعة بدون توقف
- نزاعات مختلفة (2013-2015)
- بطولة القسم العاشر (2015-2016)

### الدوائر المستقلة(2016–present)
في أبريل 2016 ، شارك تغري أونو في جولة في المملكة المتحدة لصالح ساوثسايد ريسلنغ انترتينمنت (SWE).

## البطولات والإنجازات
- لوشا ليبر اى وورلدود
  - بطولة AAA Cruiserweight (2 مرات)[21][22]
  - بطولة AAA World Tag Team (مرتين) - مع الهالوين (1) وجاك إيفانز (1)[12]
  - الأجنحة الذهبية (2007)[2]
  - كأس بلاك أبيس (2009) [23]
  - كأس المصارع (2010)[24]
  - ملك الملوك (2011) [11]
- الجيل الجديد المتطرف
  - NGX بطولة المتطرفة (2 مرات) [25]
  - NGX ملك الموت (2003) [25]
- مصارعة المحترفين المصور
  - احتلت المرتبة رقم 126 من أفضل 500 مصارع فردي في PWI 500 في عام 2016 [26]
- إمباكت ريسلينغ
  - بطولة TNA X Division (مرة واحدة) [27]
  - بطولة TNA X Division Championship (2015)
  - Global Impact Tournament (2015)
- مصارعة الثأر
  - جائزة Vendetty: 2014 مباراة العام مع ليتل تشولو و Bestia 666 [28]
- ألقاب أخرى
  - بطولة باجا كاليفورنيا للوزن الخفيف (1 مرة) [25]